# Per Daniel Amadeus Atterbom
Per Daniel Amadeus Atterbom (ur. 19 stycznia 1790 dziś gmina Boxholm, zm. 21 lipca 1855 w Sztokholmie) – szwedzki pisarz, poeta romantyczny, krytyk i filozof. Od 1839 członek Akademii Szwedzkiej.
Był głównym przedstawicielem szwedzkiego romantyzmu. W 1822 został profesorem estetyki, a w 1835 profesorem literatury na Uniwersytecie w Uppsali. W swojej twórczości opiewał piękno i uduchowienie natury. Pisał pod wpływem Friedricha Schlegla.

## Dzieła
- Fågel blå
- Lycksalighetens ö (Wyspa szczęśliwości)
- Svenska siare och skalder (Szwedzcy wieszczowie i poeci)
- Samlade dikter (Wiersze zebrane)